# Félix Frías
Pour les articles homonymes, voir Frias (homonymie).
Félix Frías, né à Buenos Aires, en Argentine en 1816 et mort à Paris le 9 novembre 1881, est un homme politique et journaliste argentin, figure du romantisme catholique dans la seconde moitié du XIXe siècle.
Le lac Frías, dans le département de Bariloche en Patagonie, a été nommé en son honneur.